# Enzersdorf an der Fischa
Enzersdorf an der Fischa är en ort och kommun i Österrike. Den ligger i distriktet Bruck an der Leitha i förbundslandet Niederösterreich, 22 km sydost om huvudstaden Wien. 
Kommunen består av två orter (Ortschaften) (inom parentes invånarantal 1 januari 2024):
- Enzersdorf an der Fischa (2 115)
- Margarethen am Moos (1 486)